# Задністрянське
Задністря́нське — село в Україні, в Івано-Франківському районі Івано-Франківської області. Входить до складу Бурштинської міської громади. Населення становило 1325 осіб за даними перепису 2001 року.

## Історія
1955 року хутір Вуглева був перейменований на село Задністрянське.
З 2020 року згідно постанови Верховної Ради України "Про утворення та ліквідацію районів"  входить до складу Івано-Франківського району Івано-Франківської області.

## Населення

### Мова
Розподіл населення за рідною мовою за даними перепису 2001 року:
| Мова       | Кількість | Відсоток |
| ---------- | --------- | -------- |
| українська | 1314      | 99.17%   |
| російська  | 11        | 0.83%    |
| Усього     | 1325      | 100%     |

## Пам'ятники, меморіали
- Скульптура «Падаючий Ікар» (автори — скульптор Валентин Усов, архітектор Анатолій Консулов)[7], встановлена в селі у 1974 році на увіковічнення подвигу білоруського льотчика молодшого лейтенанта Леоніда Бутеліна, який 22 червня 1941 року о 5:15 год. здійснив таран німецького літака над селом Німшин.[8] Рішенням Івано-Франківського облвиконкому № 8 від 4 січня 1984 року пам'ятник було занесено до реєстру пам'яток культури місцевого значення. За пам'ятником доглядали працівники Бовшівського цукрового заводу та учні місцевої школи. Згодом цукровий завод став ВАТ «Галичцукор», пізніше збанкрутів. Наприкінці 2000-х років скульптура стала «жертвою» мисливців за кольоровими металами. Подальша її доля невідома.[9]

## Соціальна сфера
Нині працюють школа та амбулаторія.

## Відомі люди
Народилися
- Дмитро Коцюбайло (псевдо «Да Вінчі»; 1995 — 2023) — український військовослужбовець, учасник Євромайдану і російсько-української війни. Кавалер ордена «Народний Герой України» (2017), Герой України (2021).

Проживають
- Стемпіцький Андрій Любомирович  (псевдо «Друг Летун»,народився 4 грудня 1974, Борислав)— український громадсько-політичний діяч, Головний командир ВО «Тризуб» ім. С. Бандери (2012-2017 рр.), член Проводу «Правого сектору», Командир Добровольчого українського корпусу «Правий сектор».

- Одружений. Разом із дружиною Жанною виховує двох синів та доньку. Четверо старших синів живуть самостійно.

Мешкає в селі Задністрянське Івано-Франківського району Івано-Франківської області.